# Långnosad strumpebandsfisk
Långnosad strumpebandsfisk (Benthodesmus elongatus), en fisk i familjen hårstjärtfiskar som finns i de flesta av världens varmare hav. 

## Utseende
Den långnosade strumpebandsfisken är en långsmal fisk med mycket liten stjärtfena, stort huvud och mun med långa huggtänder. Bukfenorna är mycket små och består bara av en taggstråle och en mjukstråle. Ryggfenan är lång och täcker större delen av ryggen. Den består av en kortare taggstrålig del med 42 till 46 taggstrålar, och en längre mjukstrålig del med 99 till 108 mjukstrålar; det förekommer att det finns en ingröpning mellan de båda delarna. Kroppen är silverfärgad med mörkare rygg och fenor. Gällock och käkar är mycket mörka, medan gälhåla och mun är svarta. Arten, som påminner om släktingen dolkfisk, blir som mest 100 cm lång.

## Vanor
Arten är en djuphavsfisk som lever pelagiskt på ett djup mellan 180 och 950 m. Födan består av kräftdjur (framför allt räkor och lysräkor), bläckfisk och småfisk [främst laxsillar).

## Utbredning
Utbredningsområdet omfattar Atlanten, Indiska oceanen och Stilla havet utanför Kanada, från södra Brasilien via Uruguay till Argentina och Chile, Påskön, Moçambique, Sydafrika, Madagaskar, Komorerna, Nya Zeeland och Australien. En osäker uppgift finns även från Kuba.